# Osvaldo Gomes
Osvaldo Gomes is een voormalig Rotterdamse handbalspeler die uitkwam voor teams zoals Roda,71, Atomium '61, Quintus, Tachos, Loreal en Bevo HC. Nadat hij in 2012 een eind maakte aan zijn spelerscarrière, coachte Gomes vijf jaar lang de dames van Bevo HC. Na Bevo coachte Gomes een jaar bij de heren van DFS. Na DFS ging Gomes naar het Weertse Rapiditas. In deze periode ging hv Rapiditas voor het eerst in het bestaan naar de eredivisie. Inmiddels woonachtig in Weert.